# Caio Calpúrnio Avíola
Caio Calpúrnio Avíola (em latim: Gaius Calpurnius Aviola) foi um senador romano da gente Calpúrnia nomeado cônsul sufecto em 24 com Públio Cornélio Lêntulo Cipião. 

## Nome
Com base em seu nome, o historiador Ronald Syme defende que Avíola "presumivelmente era um Acílio Avíola adotado por um Calpúrnio Pisão". Olli Salomies discorda e defende que seu pai adotivo era "um Caio Calpúrnio sem um cognome (como, por exemplo, um filho de Caio Calpúrnio, edil curul e plebeu em 23 a.C.)". Seja como for, os dois identificam o adotado como sendo o legado pretoriano da Gália Lugdunense em 21 na época da revolta dos andecavi liderados por Júlio Sacrovir e Júlio Floro. Syme acrescenta que "governos pretorianos tendem a levar ao consulado" e afirma que como este Acílio Avíola desapareceu da história depois de seu mandato, uma possibilidade é que ele tenha morrido prematuramente, mas outra, bastante lógica, é que ele tenha sido adotado e continuou sua carreira com o novo nome.

## Carreira
Depois de seu consulado, Avíola aparentemente foi procônsul da Ásia entre 37 e 38.
Se a tese de que Calpúrnio Avíola e Acílio Avíola são a mesma pessoa, então ele é o tema de uma estranha história contada por Plínio e Valério Máximo. Depois de ser considerado morto, seu corpo foi colocado no alto de uma pira funerária para ser queimado. Quando o fogo subiu, conta-se que Avíola teria acordado, mas que, dada a altura das chamas, não pôde ser resgatado e acabou queimado vivo. Sua morte deve ter ocorrido ainda durante o reinado de Tibério, pois Valério Máximo publicou sua obra quando ele ainda estava vivo.

## Família
Avíola foi identificado com sendo o pai de Mânio Acílio Avíola, cônsul em 54.